# Спостерігач (фільм, 1987)
«Спостерігач» («Vaatleja») — радянський художній фільм 1987 року, знятий режисером Арво Іхо на кіностудії «Талліннфільм».

## Сюжет
Первозданна краса північної природи, спокійне життя, що тече в заповіднику, де багато років працює єгерем Олександра, могли пробудити в ній і в молодому вченому-орнітолозі Петере почуття природні, гармонійні. Але вийшло не так. Гострий конфлікт, що виник між ними, спричинив спочатку відчайдушну ворожнечу, потім — раптове зближення, яке закінчилося трагедією.

## У ролях
- Світлана Тормахова — Олександра (озвучила Галина Чигинська)
- Ерік Руус — Пеетер (озвучив Яан Реккор)

## Знімальна група
- Режисер — Арво Іхо
- Сценарист — Марина Шептунова
- Оператор — Тетяна Логінова
- Композитор — Лепо Сумера
- Художники — Андо Кесккюла, Хейккі Халла